# Славко Милошевич
Славко Милошевич (серб. Славко Милошевић / Slavko Milošević, нар. 14 грудня 1908, Белград  — пом. 17 червня 1990, там само) — югославський футболіст, що грав на позиції нападника. Відомий виступами, зокрема, за клуб «Югославія», а також національну збірну Югославії.

## Клубна кар'єра
З 1928 року виступав у складі клубу «Югославія». З командою був срібним призером чемпіонату Югославії 1930 і 1934—35, а також бронзовим призером у сезонах 1929 і 1932—33 років.
У 1936 році став володарем кубка Югославії, зігравши лише в одній грі турніру у першому раунді змагань. Загалом у складі «Югославії» зіграв 249 матчів і забив 175 м'ячів.
У сезоні 1937/38 виступав у команді БСК, з якою став срібним призером національної першості, хоча зіграв лише у одному матчі змагань. Завершував кар'єру в клубі «Обилич».
| Дата       | Місто   | Господарі      | Результат | Гості     | Турнір           | Голи | Примітки |
| ---------- | ------- | -------------- | --------- | --------- | ---------------- | ---- | -------- |
| 15.06.1930 | Софія   | Болгарія       | 2 – 2     | Югославія | товариський матч | -    | 46'      |
| 05.06.1932 | Белград | Югославія      | 2 – 1     | Франція   | товариський матч | -    |          |
| 09.10.1932 | Прага   | Чехословаччина | 2 – 1     | Югославія | товариський матч | -    |          |
| 18.03.1934 | Софія   | Болгарія       | 1 – 2     | Югославія | товариський матч | -    | 32'      |
| Усього     |         | Матчів         | 4         |           | Голів            | 0    |          |

## Кар'єра тренера
За освітою Милошевич інженер сільського господарства, але футбол він не залишив після завершення ігрової кар'єри. Під час чемпіонату світу 1958 року у Швеції був помічником Александара Тирнанича на тренерському містку національної збірної Югославії.
У 1961—1962 роках тренував національну збірну Ефіопії. Зокрема, у матчах відбору до чемпіонату світу 1962 року проти команди Ізраїлю (0:1, 3:2). Збірна Ефіопії у рідних стінах стала переможцем кубка Африки 1962 року, хоча немає певності, що Милошевич був з командою саме під час цих змагань.
Також працював тренером у Греції. Він був президентом асоціації футбольних тренерів Сербії і секретарем організації тренерів Югославії.

## Трофеї і досягнення
- Срібний призер чемпіонату Югославії: 1930, 1934—35 («Югославія»), 1937—38 (БСК)
- Бронзовий призер чемпіонату Югославії: 1929, 1932—33 («Югославія»)
- Володар кубка Югославії: 1936 («Югославія»)